# Гомогенная система
Гомоге́нная систе́ма (от др.-греч. ὁμός — равный, одинаковый + γένω — рождать) или однородная система — система, химический состав и физические свойства которой во всех частях одинаковы или меняются непрерывно (между частями системы нет поверхностей раздела). В гомогенной системе из двух и более химических компонентов каждый компонент распределён в массе другого в виде молекул, атомов, ионов. Составные части гомогенной системы нельзя отделить друг от друга механическим путём.
В гомогенных смесях составные части нельзя обнаружить ни визуально, ни с помощью оптических приборов, поскольку вещества находятся в раздробленном состоянии на микроуровне. Гомогенными смесями являются смеси любых газов и истинные растворы, а также смеси некоторых жидкостей и твёрдых веществ, например сплавы.
В термодинамике гомогенной системой называется однородная термодинамическая система, в каждой точке которой в условиях равновесия соответствуют одинаковые значения давления, температуры и концентрации.
Гомогенизация — лабораторный или промышленный процесс получения гомогенной системы из многофазной.